# Golokganj
Golokganj là một thị trấn thống kê (census town) của quận Dhubri thuộc bang Assam, Ấn Độ.

## Nhân khẩu
Theo điều tra dân số năm 2001 của Ấn Độ, Golokganj có dân số 7612 người. Phái nam chiếm 54% tổng số dân và phái nữ chiếm 46%. Golokganj có tỷ lệ 63% biết đọc biết viết, cao hơn tỷ lệ trung bình toàn quốc là 59,5%: tỷ lệ cho phái nam là 69%, và tỷ lệ cho phái nữ là 55%. Tại Golokganj, 13% dân số nhỏ hơn 6 tuổi.